# هاري د. باين
هاري د. باين (بالإنجليزية: Harry D. Payne)‏ هو مهندس معماري أمريكي، ولد في 1891 في سانت لويس في الولايات المتحدة، وتوفي في 1987.